# Селоріку-де-Башту
Селорі́ку-де-Ба́шту (порт. Celorico de Basto; МФА: [sɨ.ɫu.ˈɾi.ku dɨ ˈbaʃ.tu], Силурі́ку-ди-Ба́шту) — муніципалітет і містечко в Португалії, в окрузі Брага. Розташований у північній частині країни, на теренах історичної португальської провінції Дору-Міню. Належить до Бразької архідіоцезії Католицької церкви в Португалії. Права міського самоврядування має з 1520 року. Поділяється на 15 парафій. За адміністративним поділом, чинним до 1976 року, був складовою провінції Міню. Площа муніципалітету — 181,07 км², населення муніципалітету — 20098 ос. (2011); густота населення — 111 осіб/км²
. Патрон — святий Климент. Святковий день муніципалітету — 25 липня. Поштовий індекс — 4890.  Код місцевої адміністративної одиниці — 0305. Складова статистичного регіону Північ.

## Географія
Селоріку-де-Башту розташоване на північному заході Португалії, на південному сході округу Брага.
Містечко розташоване за 40 км на південний схід від міста Брага.
Селоріку-де-Башту межує на півночі з муніципалітетом Кабесейраш-де-Башту, на сході — з муніципалітетом Мондін-де-Башту, на півдні — з муніципалітетом Амаранте, на південному заході — з муніципалітетом Фелгейраш, на заході — з муніципалітетом Фафе.

## Історія
1520 року португальський король Мануел I надав Селоріку форал, яким визнав за поселенням статус містечка та муніципальні самоврядні права.

## Населення
| Кількість мешканців | Кількість мешканців | Кількість мешканців | Кількість мешканців | Кількість мешканців | Кількість мешканців | Кількість мешканців | Кількість мешканців | Кількість мешканців | Кількість мешканців | Кількість мешканців | Кількість мешканців | Кількість мешканців | Кількість мешканців | Кількість мешканців |
| ------------------- | ------------------- | ------------------- | ------------------- | ------------------- | ------------------- | ------------------- | ------------------- | ------------------- | ------------------- | ------------------- | ------------------- | ------------------- | ------------------- | ------------------- |
| 1864                | 1878                | 1890                | 1900                | 1911                | 1920                | 1930                | 1940                | 1950                | 1960                | 1970                | 1981                | 1991                | 2001                | 2011                |
| 19 467              | 19 744              | 20 013              | 20 134              | 21 209              | 21 057              | 22 684              | 23 683              | 24 807              | 24 392              | 23 073              | 22 671              | 21 477              | 20 466              | 20 098              |

## Парафії
- Ажілде
- Арнойя
- Борба-де-Монтаня
- Брітелу
- Вале-де-Бору
- Веаде
- Гагуш
- Жемеуш
- Інфешта
- Касарільє
- Канеду-де-Башту
- Карвалю
- Кодесозу
- Коргу
- Молареш
- Морейра-ду-Каштелу
- Орільє
- Регу
- Рібаш
- Санта-Текла-де-Башту
- Сан-Клементе-де-Башту
- Фервенса